# Rick Koekoek
Rick Koekoek (23 de octubre de 1986) es un deportista neerlandés que compite en ciclismo en la modalidad de trials, ganador de una medalla de bronce en el Campeonato Mundial de Ciclismo de Montaña de 2010 y dos medallas de bronce en el Campeonato Europeo de Ciclismo de Montaña, en los años 2013 y 2014.

## Palmarés internacional
| Campeonato Mundial | Campeonato Mundial         | Campeonato Mundial | Campeonato Mundial |
| Año                | Lugar                      | Medalla            | Competición        |
| ------------------ | -------------------------- | ------------------ | ------------------ |
| 2010               | Mont-Sainte-Anne ( Canadá) | Medalla de bronce  | Trials 20″         |
| Campeonato Europeo |                            |                    |                    |
| Año                | Lugar                      | Medalla            | Competición        |
| 2013               | Berna ( Suiza)             | Medalla de bronce  | Trials 20″         |
| 2014               | Wałbrzych ( Polonia)       | Medalla de bronce  | Trials 20″         |